# Brønshøj Vandtårn
Brønshøj Vandtårn er et vandtårn beliggende i Brønshøj opført i 1928 af Ib Lunding. Det er i stilen funktionalisme. Tårnet ejes af Københavns Energi og blev i 2000 fredet – det er dermed et af de i alt elleve fredede vandtårne i Danmark.
Tårnet er et vartegn for området og benyttes hyppigt som pejlemærke eller mødested. Tårnet lægger desuden navn til et busstoppested.

## Historie
Da højdebeholderen på Bellahøj ikke længere var tilstrækkelig besluttede man sig for at opføre et vandtårn på Brønshøjvej.
Tårnets tag blev i 1978 renoveret, men ikke så det var tilstrækkeligt, hvorfor der i 2005 blev foretaget en større renovering med blandt andet tagudskiftning med zinkinddækning. Året forinden var området omkring vandtårnet blevet afskærmet på grund af nedstyrtende beton forårsaget af manglende vandsikret afdækning, hvilket medførte en bevilling til renovering på 5,7 millioner kroner.
I slutningen af juni 1998 blev det konstateret, at der var colibakterier i vandet, der førtes ud til beboerne via vandtårnet. Dette medførte, at vandtårnet den tredje juli blev renset ved kloring og skylning, hvorefter det atter kunne tages i brug.

## Arkitektur
Vandtårnet er cirkulært og opført i hvidmalet jernbeton med Ib Lunding som sagsarkitekt under stadsarkitekt Poul Holsøe. Den runde form er markeret med 20 tæt placerede søjler og i den underste del af tårnet er der runde vinduer for hver søjle i en opadgående kurve.

## Koncert
Vandtårnet har en efterklang på 15 sekunder. Denne lange efterklang udnyttes af ti solister, ved en koncert 3. december 2011.
Blandt musikere er Palle Mikkelborg,  Marilyn Mazur, Michala Petri og Toke Møldrup.